# Georgi Kostadinov
Georgi Charalampiev Kostadinov (bulharsky Георги Харалампиев Костадинов; * 3. března 1950 Burgas) je bulharský boxer. Na olympijských hrách v Mnichově roku 1972 vyhrál zlatou medaili v muší váze (do 51 kg). Ve finále zvítězil, přestože boxoval se zraněním obou rukou. Stal se tak prvním bulharským olympijským vítězem v boxu. Po skončení závodní kariéry pracoval jako učitel tělesné výchovy v rodném Burgasu. Od roku 1999 je hlavním sportovním referentem města Burgas. V roce 2000 se stal jeho čestným občanem. Byl vyznamenán Řádem Bulharské lidové republiky a v roce 2012 mu byl udělen Řád Stará planina.